# Lasinavir
Lasinavir (INN, trước đây gọi là BMS-234475 và CGP-61755) là một chất ức chế protease peptidomimetic thử nghiệm được nghiên cứu bởi Novartis và Bristol-Myers Squibb như một phương pháp điều trị nhiễm HIV. Ban đầu thuốc được Novartis phát hiện tại Basel (Thụy Sĩ). Cuộc điều tra về loại thuốc này đã bị chấm dứt sau Giai đoạn I vào ngày 09 tháng 10 năm 2002.